# 贵溪北站
贵溪北站，位于贵溪市北部。不办理客运业务，货运仅办理专用线、专用铁路货运作业，办理皖赣铁路部分列车通过，会让业务。贵溪北站现有皖赣铁路经过，而该站到贵溪站区间为复线非电化铁路，上行方向则是单线铁路。